# 渐尖毛蕨
渐尖毛蕨（学名：Cyclosorus acuminatus），又名赛毛蕨、尖羽毛蕨、小毛蕨或毛蕨，为金星蕨科毛蕨属下的一个杂交种。生长于林下、沟边、路旁或者山谷的阴湿处，中国长江以南各省有分布。
多年生草本，高达1.5米；根状茎横生地下；一回羽状复叶，小叶具有锯齿状浅裂，基部一对侧脉相连结成三角形；叶柄和叶轴均具有细毛；孢子囊群生于叶背。

## 扩展阅读
維基物種上的相關：赛毛蕨